# Mambo Sinuendo
Mambo Sinuendo è un album di Ry Cooder e Manuel Galbán, pubblicato dalla Nonesuch Records nel 2003. Il disco fu registrato sia al "Egrem Studios", Havana, Cuba e sia al "Capitol Studios and Sound City Studios" di Los Angeles, California (Stati Uniti).

## Tracce
1. Drume negrita – 4:58 (Eliseo Grenet)
2. Monte adentro – 2:53 (Arsenio Rodríguez)
3. Los twangueros – 4:40 (Manuel Galbán, Ry Cooder)
4. Patricia – 3:29 (Pérez Prado)
5. Caballo viejo – 3:51 (Simón Diaz)
6. Mambo sinuendo – 2:29 (Manuel Galbán, Joachim Cooder, Ry Cooder)
7. Bodas de Oro – 4:38 (Electo "Chepin" Rosell)
8. Échale salsita – 4:26 (Ignacio Piñeiro)
9. La Luna en tu mirada – 4:12 (Luis Chanivecky)
10. Secret Love – 5:49 (Paul Francis Webster, Sammy Fain)
11. Bolero sonámbulo – 4:30 (Manuel Galbán, Ry Cooder)
12. Maria la O – 4:16 (Ernesto Lecuona)

## Musicisti
- Ry Cooder - chitarra
- Ry Cooder - chitarra steel (brani: 1 & 9)
- Ry Cooder - tres (brano: 2)
- Ry Cooder - vibrafono (brano: 3)
- Ry Cooder - basso, organo (brano: 6)
- Ry Cooder - pianoforte elettrico (brano: 8)
- Manuel Galbán - chitarra
- Orlando "Cachaíto" López - contrabbasso
- Jim Keltner - batteria (brani: 1,2,3,4,5,7,8 & 11)
- Joachim Cooder - batteria (brani: 1,4,5,6,7,8,9 & 12)
- Miguel "Angá" Diaz - congas (brani: 1,2,3,4,5,7,8,9 & 12)
- Gregorio Hernández Rios "Goyo" - bata drums (brano: 3)
- Marcos H. Scull - bata drums (brano: 3)
- Maximino Duquesne Martinez - bata drums (brano: 3)
- Yosvani Diaz - bata drums (brano: 3)
- Herb Alpert - tromba (brano: 6)
- Carla Commagere - voce (brani: 2 & 6)
- Juliette Commagere - voce (brani: 2 & 6)